# Сельское поселение Ягодное
Сельское поселение Ягодное — муниципальное образование в Ставропольском районе Самарской области.
Административный центр — село Ягодное.

## География
На территории расположены:
- Детские оздоровительные лагеря: АЛЫЕ ПАРУСА, СПАРТАК, ЭЛЕКТРОНИК, БЕРЕЗКА.
- Высшее учебное заведение «Тольяттинская академия управления».

## История
Статус и границы сельского поселения установлены Законом Самарской области от 28 февраля 2005 года № 67-ГД «Об образовании сельских поселений в пределах муниципального района Ставропольский Самарской области, наделении их соответствующим статусом и установлении их границ».

## Население
| 2010  | 2012  | 2013  | 2014  | 2015    | 2016  |
| ----- | ----- | ----- | ----- | ------- | ----- |
| 3993  | ↗4397 | ↗4745 | ↗5088 | ↗5828   | ↗6664 |
| 2017  | 2018  | 2019  | 2020  | 2021    |       |
| ↗7603 | ↗8332 | ↗9120 | ↗9910 | ↗11 801 |       |

## Состав сельского поселения
В состав сельского поселения Ягодное входит 1 населённый пункт:
- село Ягодное.